# Las aventuras del Capitán Torrezno
Las aventuras del capitán Torrezno es una serie de historietas de temática fantástica desarrollada por el autor español Santiago Valenzuela, la más famosa de las suyas. Su séptimo álbum, Plaza elíptica, obtuvo el Premio Nacional del Cómic de España en 2011.

## Trayectoria editorial
El personaje apareció por primera vez en el fanzine madrileño Jarabe (1993), producido por estudiantes de Bellas Artes de Madrid, como una parodia etílica de los superhéroes en la línea de El Víbora.
En 2001, Valenzuela comenzó a recoger sus aventuras en extensos volúmenes a partir de la publicación de Horizontes Lejanos, ya con un tono más épico. Tras cerrar un primer arco argumental con seis volúmenes, Valenzuela dio un descanso a la serie, que retomó en 2010 con Plaza Elíptica.
En noviembre de 2012, Panini Comics continuó la edición de la saga con el octavo volumen de la serie, "La estrella de la mañana".

## Argumento y personajes
Torrezno es un borrachín suburbano trasladado al "Micromundo", un universo en miniatura que ha creado en el sótano de su inmueble un funcionario del Ministerio de Obras Públicas.

## Estilo
Según el crítico Álvaro Pons, Las aventuras del Capitán Torrezno es una obra gráficamente abigarrada, que parte de la influencia de autores como Jorge Luis Borges, Fred o Jonathan Swift y recupera una variedad de elementos de la cultura popular para desmitificar la figura del héroe. Con su temática fantástica, se aleja de los géneros más en boga.

## Premios
Su cuarta entrega, Extramuros, fue nominada como mejor obra y como mejor guion a los premios del Salón del Cómic de Barcelona de 2005, aunque finalmente no obtuvo ninguno de los dos galardones. 
La séptima obtuvo el Premio Nacional del Cómic de España en 2011.

## Títulos

### I. Deeneim
- Horizontes lejanos. Ediciones de Ponent / Injuve, 2002.
- Escala real. Ediciones de Ponent, 2003.
- Limbo sin fin. Ediciones de Ponent, 2003.
- Extramuros. Ediciones de Ponent, 2004.
- Capital de provincias del dolor. Ediciones de Ponent, 2005.
- Los años oscuros. Ediciones de Ponent, 2006.

### II.
- Plaza elíptica. Ediciones de Ponent, 2010.
- La estrella de la mañana. Panini cómics, 2012.
- Babel. Panini cómics, 2015.
- La última curda. Panini cómics, 2018.
- Anamnesis. Astiberri, 2023.